# Lavernoy
Lavernoy ist eine französische Gemeinde mit 75 Einwohnern (Stand 1. Januar 2022) im Département Haute-Marne in der Region Grand Est; sie gehört zum Arrondissement Langres.

## Geografie
Lavernoy liegt rund 38 Kilometer südöstlich der Stadt Chaumont im Südosten des Départements Haute-Marne.

## Geschichte
Die Mechanisierung der Landwirtschaft führte zu einer starken Abwanderung im späten 19. Jahrhundert und im 20. Jahrhundert. Lavernoy gehört historisch zur Region Bailliage de Langres innerhalb der königlichen Provinz Champagne. Der Ort gehörte von 1793 bis 1801 zum District Bourbonne. Zudem von 1793 bis 1801 zum Kanton Rançonnières und von 1801 bis 2015 zum Kanton Varennes(sur-Amance) (Name ab 1972: Kanton Terre-Natale).

## Bevölkerungsentwicklung
| Jahr                       | 1962 | 1968 | 1975 | 1982 | 1990 | 1999 | 2006 | 2012 | 2019 |
| Einwohner                  | 146  | 132  | 131  | 114  | 101  | 78   | 80   | 89   | 69   |
| Quellen: Cassini und INSEE |      |      |      |      |      |      |      |      |      |

## Sehenswürdigkeiten
- Kirche Saint-Laurent aus dem frühen 19. Jahrhundert[1]